# Niners Chemnitz
O Basketballvereinigung Chemnitz 99, conhecido também por seu nome de franquia Chemnitz 99, é um clube de basquetebol masculino com sede em Chemnitz, Alemanha que atualmente disputa a BBL (Alemanha), correspondente a divisão de elite germânica e a EuroCopa. O clube manda seus jogos na Messe Chemnitz Halle com capacidade para 4.732 espectadores.

## História
O clube foi fundado em 1999 como "BV Chemnitz 99" pela fusão do BG Chemnitz e Lok Chemnitz. Em 2001, o BV Chemnitz 99 iniciou cooperação com a Universidade de Tecnologia de Chemnitz, por isso o "TU" foi adicionado ao seu nome. No verão de 2002 a equipe masculino e a feminina se separaram, enquanto o BV TU Chemnitz 99 permaneceu masculino e as mulheres aderiram ao nome Chemcats Chemnitz. Aos poucos o ano de fundação (99) aliado ao apelido Niners foi se tornando familiar aos torcedores até que se tornou o nome do clube.
Em 28 de maio de 2015, o treinador argentino Rodrigo Pastore foi contratado como novo treinador.
Após fazer uma excelente temporada regular na época 2018-19, quando ficou na primeira colocação (24 vitórias - 6 derrotas), acabou por ser eliminado nas semifinais para o Hamburg Towers que viria a se tornar o campeão daquele ano. Durante a temporada 2019–20 que foi encerrada antecipadamente por razão da Pandemia de COVID-19, os Niners que estavam na primeira colocação, alcançaram a promoção para a BBL pela primeira vez em sua história.
A sua temporada de debut na BBL serviu como adaptação com a modesta 14ª colocação na temporada regular e ficando ausente nos Playoffs. Porém à partir da temporada 2021-22, os Niners tornaram-se frequentares assíduos nos Playoffs, chegando inclusive às semifinais na temporada 2023-24 ao serem derrotados para o ALBA Berlin em uma série bastante disputada vencida apenas no quinto jogo. A temporada 2023-24 foi também muito especial para os Niners pois foi quando eles conquistaram seu primeiro título de âmbito internacional, ao conquistar a Copa Europeia da FIBA de 2023-24. 

## Histórico de Temporadas
| Temporada | Nível | Liga | Pos. | TR    | PL  | Resultado         | Copa da Alemanha  | Competições europeias  |
| --------- | ----- | ---- | ---- | ----- | --- | ----------------- | ----------------- | ---------------------- |
| 2007-08   | 2     | ProA | 15º  |       |     |                   |                   |                        |
| 2008-09   | 2     | ProA | 7ª   | 15-15 |     |                   |                   |                        |
| 2009-10   | 2     | ProA | 7º   | 15-15 |     |                   |                   |                        |
| 2010-11   | 2     | ProA | 3º   | 19-9  |     |                   |                   |                        |
| 2011-12   | 2     | ProA | 3º   | 18-10 | 1-4 | Quartas de Finais |                   |                        |
| 2012-13   | 2     | ProA | 10º  | 14-16 |     |                   |                   |                        |
| 2013-14   | 2     | ProA | 11º  | 15-15 |     |                   |                   |                        |
| 2014–15   | 2     | ProA | 13º  | 11-19 |     |                   |                   |                        |
| 2015–16   | 2     | ProA | 7º   | 14-16 | 0-3 | Quartas de Finais |                   |                        |
| 2016–17   | 2     | ProA | 3º   | 21-9  | 5-5 | Semifinalista     |                   |                        |
| 2017-18   | 2     | ProA | 11º  | 13-17 |     |                   |                   |                        |
| 2018-19   | 2     | ProA | 1º   | 24-6  | 5-3 | Semifinalista     |                   |                        |
| 2019-20   | 2     | ProA | 1º   | 25-2  |     | Promovido         |                   |                        |
| 2020-21   | 1     | BBL  | 14º  | 12-22 |     |                   |                   |                        |
| 2021-22   | 1     | BBL  | 6º   | 22-12 | 0-3 | Quartas de finais |                   |                        |
| 2022-23   | 1     | BBL  | 8º   | 16-18 | 0-3 | Quartas de finais |                   | 3 Liga dos Campeões FC |
| 2023-24   | 1     | BBL  | 3º   | 26-8  | 5-4 | Semifinais        | Quartas de finais | 4 Copa Europeia C      |
| 2024-25   | 1     | BBL  | 4º   | 18-14 | 1-3 | Quartas de finais | Oitavas de finais | 4 Liga dos Campeões Pi |
| 2025-26   | 1     | BBL  |      |       |     |                   |                   | 2 EuroCopa             |

## Títulos
Copa Europeia da FIBA
- Campeão (1): 2023-24[14]

## Ligações Externas
- Niners Chemnitz no Instagram